# Храм иконы Божией Матери Спорительница хлебов (Лобня)
Церковь Иконы Божией Матери «Спорительница хлебов» Русской православной церкви Московской Митрополии Сергиево-Посадской епархии — православный храм в городе Лобня Московской области (микрорайон Луговая).

## История
В 2008 году Российской сельскохозяйственной академией наук, был выделен участок земли под строительство Храма. 6 марта 2010 года по благословению митрополита Ювеналия состоялась торжественная закладка храмового комплекса. Чин закладки нового храма был совершен в присутствии многочисленных жителей микрорайона Луговая. Чин освящения Храма совершил благочинный Химкинского округа игумен Владимир (Денисов) в сослужении первого настоятеля Храма священника Д. Мишустина.

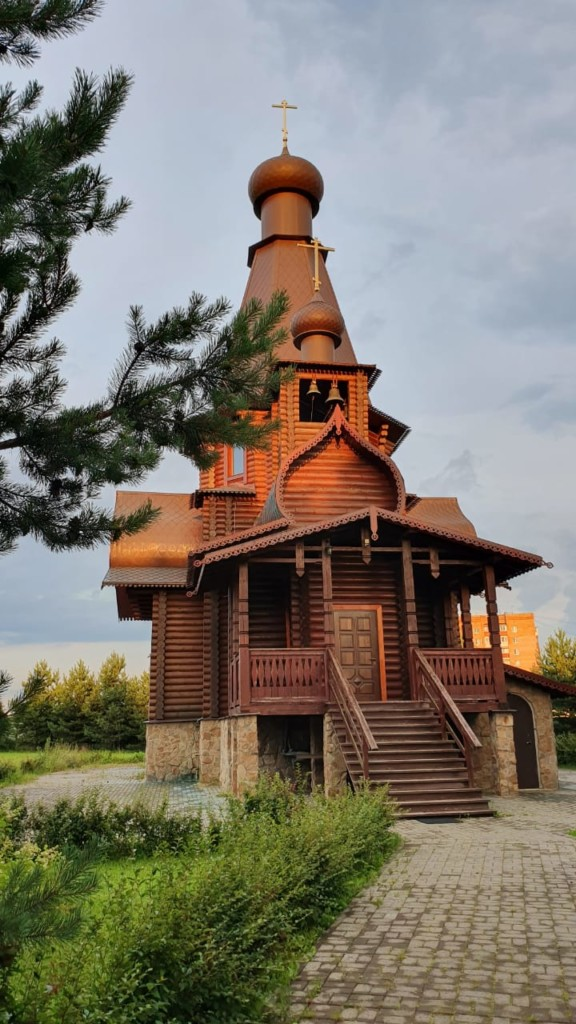
Храм в 2020 году.

12 ноября 2011 года в храме иконы Божией Матери «Спорительница хлебов» состоялось первое торжественное богослужение, после которого были освящены колокола для нового Храма. 17 мая 2011 г. в храме в честь иконы Божией Матери «Спорительница хлебов» была произведена установка куполов. С июля 2020 г. настоятелем Храма назначен священник А. Мельник.
С 2012 года, при Храме действует детская Воскресная школа. Занятия проводятся по воскресным дням после окончания Литургии.
Адрес Храма 141055 Россия, Московская область, город Лобня, м-н Луговая, ул. Полевая, д. 7а.